# پنجاه و هفتمین دوره جوایز هنری بکسانگ
پنجاه و هفتمین دورهٔ جوایز هنری بکسانگ (کره‌ای: 제۵۷회 백상예술대상) مراسم در تاریخ ۱ مه ۲۰۱۹ در مرکز نمایشگاه‌های بین‌المللی کره، ایلسانسئو-گو، استان گیونگ‌گی و در ساعت ۲۱:۰۰ کی‌اس‌تی برگزار شد. این مراسم به میزبانی به سوزی و شین دونگ یوپ برگزار شد. این برنامه به صورت زنده در کره جنوبی از جی‌تی‌بی‌سی و بین‌المللی از تیک‌تاک پخش شد. این مراسم به دلیل بیماری دنیاگیری کووید-۱۹ در کره جنوبی بدون مخاطب برگزار شد. این مراسم که توسط Ilgan Sports و جی‌تی‌بی‌سی پلاس برگزار شده‌است، تنها مراسم اهدای جوایز کره جنوبی است که از برترین‌های فیلم و تلویزیون قدردانی می‌کند.
نامزدهای پنجاه و هفتمین دورهٔ جوایز هنری بکسانگ در ۱۲ آوریل ۲۰۲۱ از طریق وب سایت رسمی آن معرفی شدند. همهٔ آثار منتشر شده بین ۱ مه ۲۰۲۰ و ۱۱ آوریل ۲۰۲۱، واجد شرایط نامزدی بودند. نامزدهای نهایی جایزه بزرگ – تلویزیون مجری ورتی یو جه سوک و سریال درام فراتر از شیطان بودند.
بالاترین افتخارات شب، جایزه بزرگ (دسانگ) در بخش فیلم به لی جون ایک کارگردان فیلم کتاب ماهی و در بخش تلویزیون به مجری ورتی یو جه سوک اهدا شد. سریال فراتر از شیطان با سه برد، بیشترین جوایز از جمله بهترین درام را در این مراسم به دست آورد، در حالی که، " مشکلی نیست که خوب نباشی" برنده دو جایزه شد. در بخش فیلم ندای سکوت و حرکت به جلو هر کدام دو جایزه بردند، فیلم کلاس انگلیسی شرکت سامجین به عنوان بهترین فیلم برنده شد.

## برندگان و نامزدها

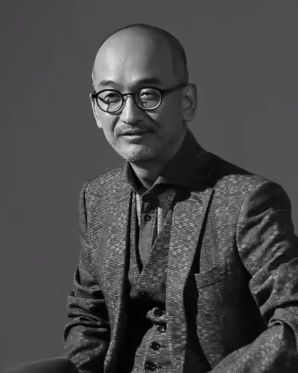
لی جون-ایک، جایزه بزرگ – فیلم برنده

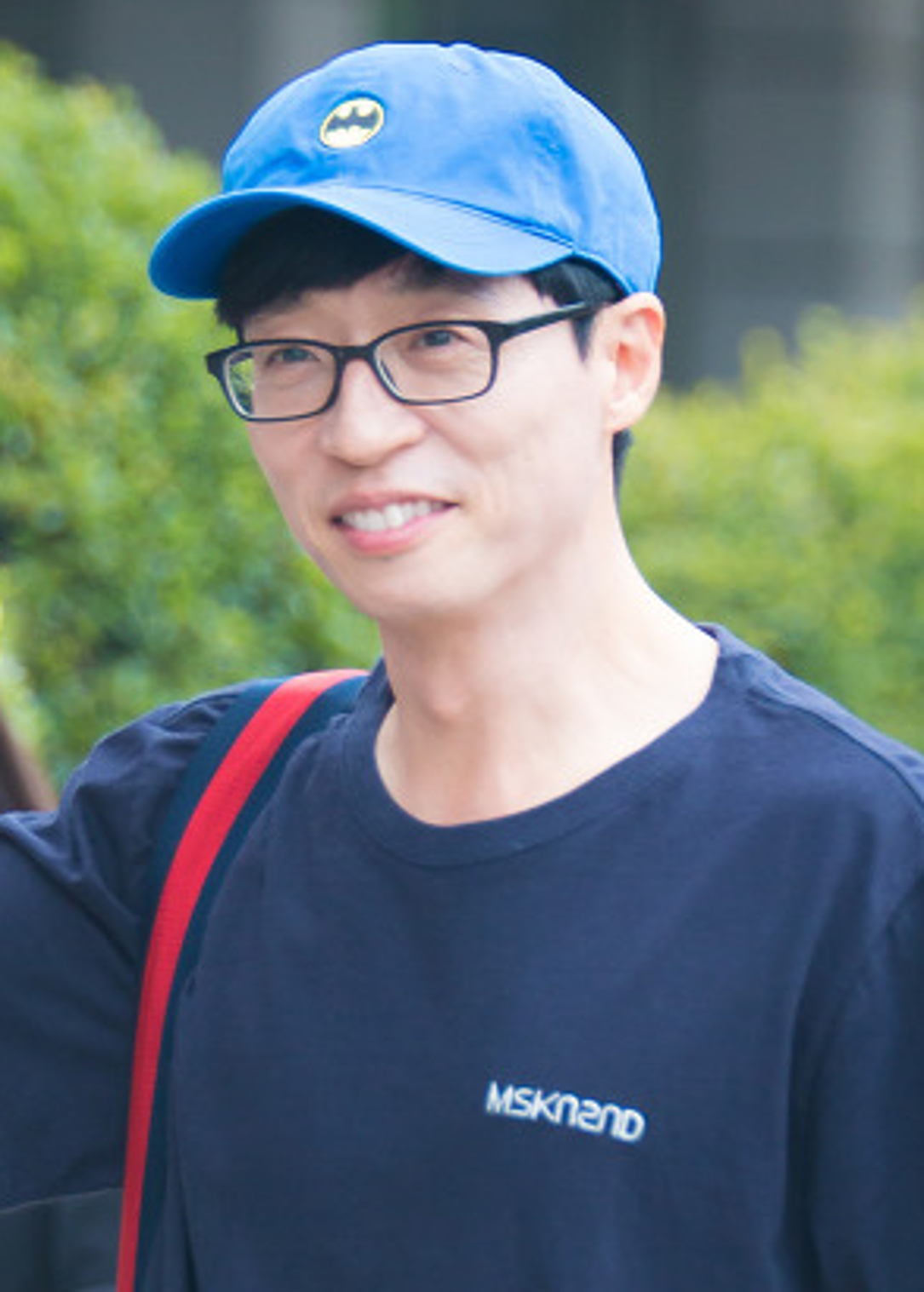
یو جه-سوک، جایزه بزرگ – تلویزیون برنده

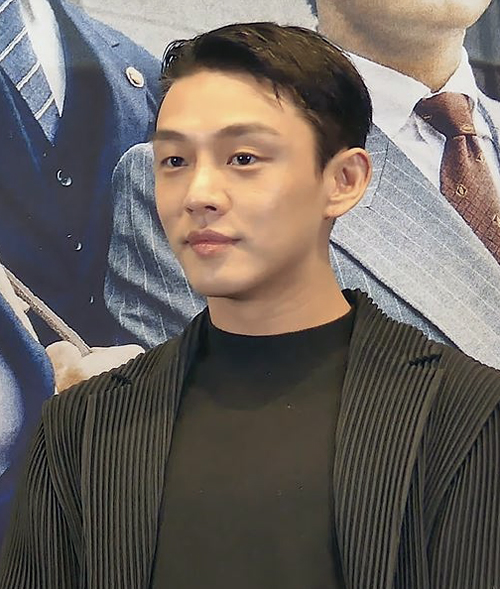
یو آه-این، بهترین بازیگر نقش اول مرد – فیلم برنده

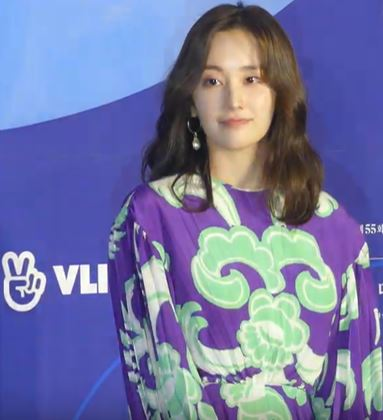
جون جونگ-سو، بهترین بازیگر نقش اول زن – فیلم برنده

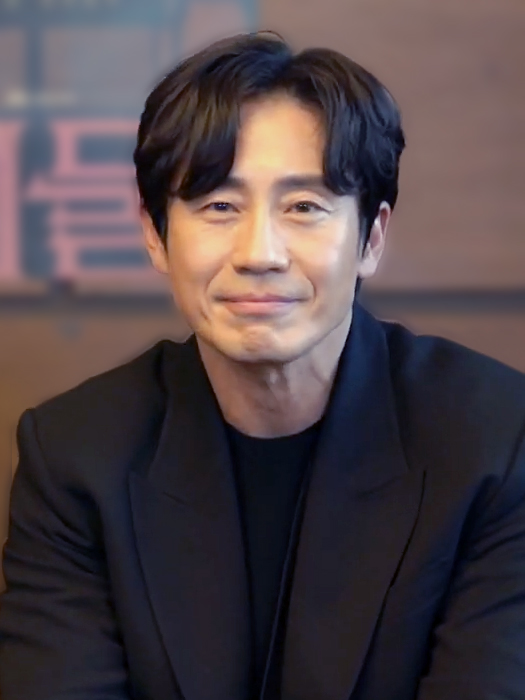
شین‌ها کیون، بهترین بازیگر نقش اول مرد – تلویزیون برنده

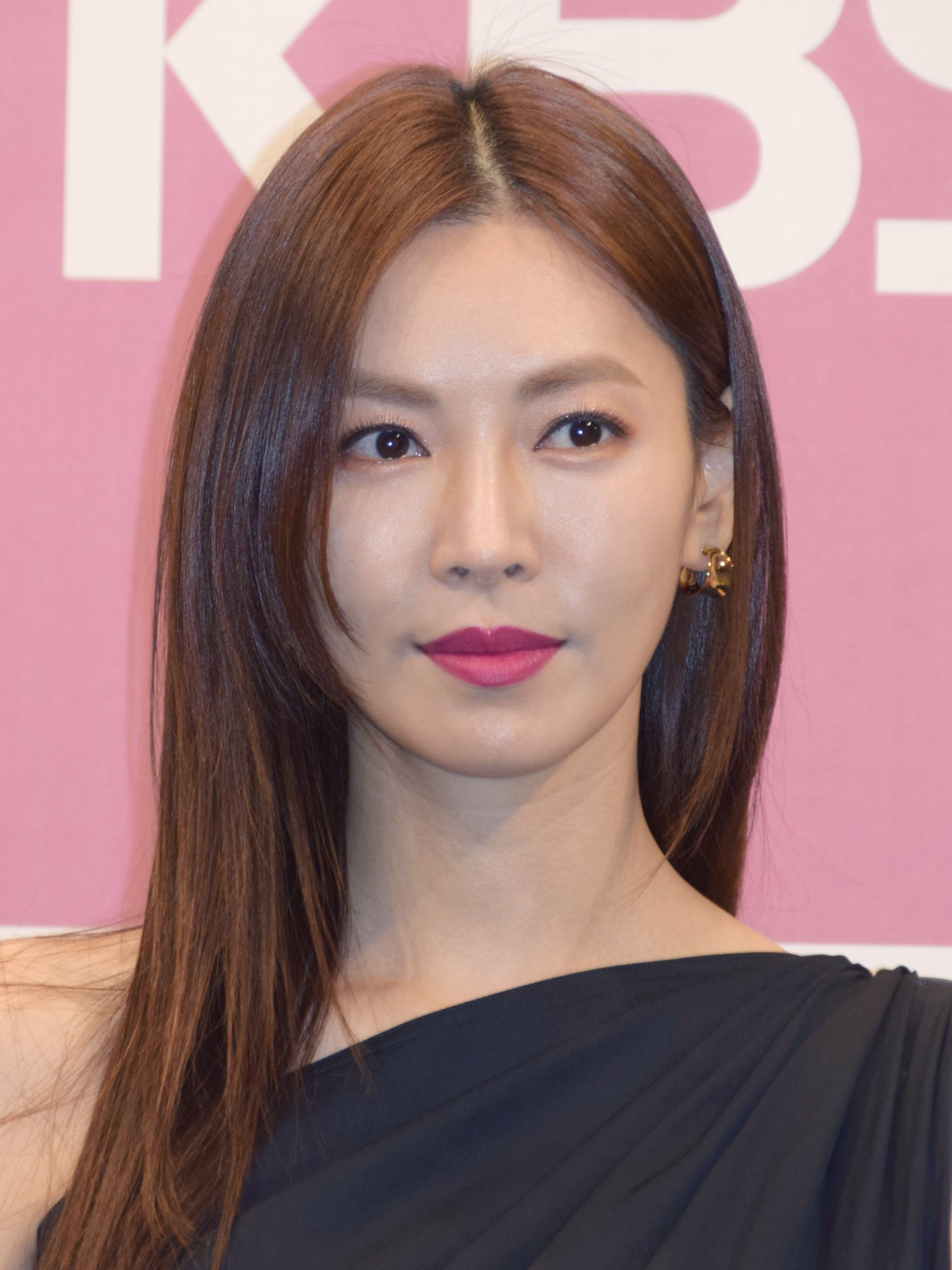
کیم سو-یون، بهترین بازیگر نقش اول زن – تلویزیون برنده

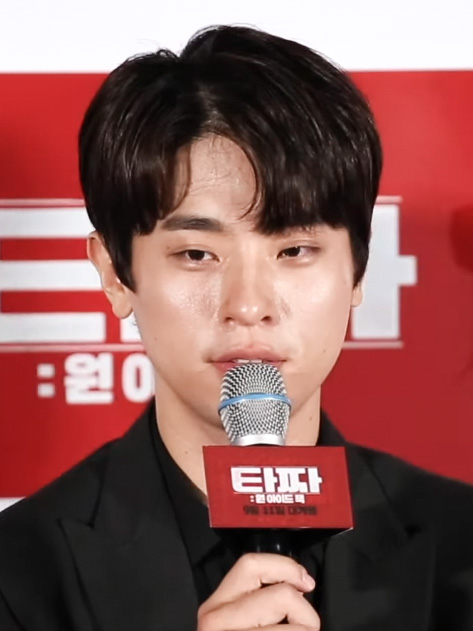
پارک جونگ-مین، بهترین بازیگر نقش فرعی مرد – فیلم برنده

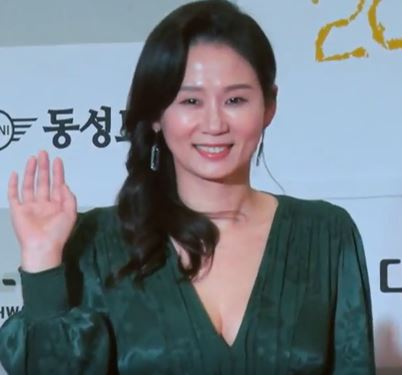
کیم سون-یونگ، بهترین بازیگر نقش فرعی زن – فیلم برنده

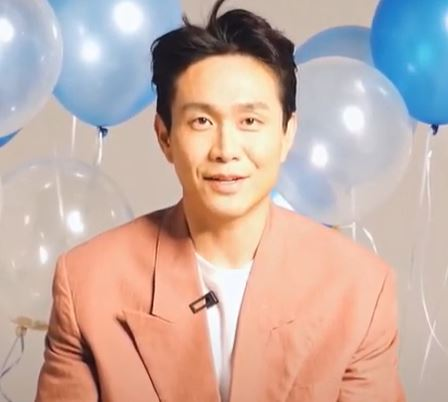
اوه جونگ-سه، بهترین بازیگر نقش فرعی مرد – تلویزیون برنده

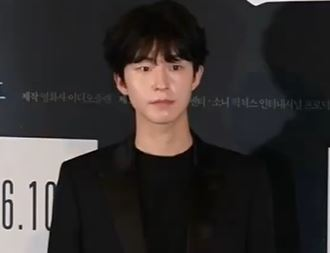
هونگ کیونگ، بهترین بازیگر تازه‌کار مرد – فیلم برنده

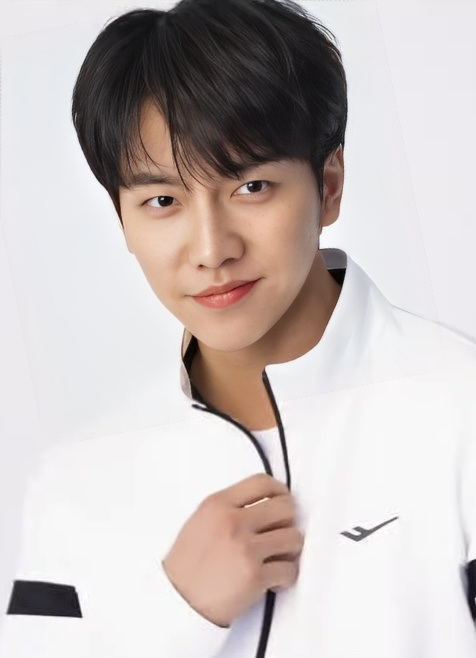
لی سونگ-گی، بهترین مجری ورتی مرد برنده

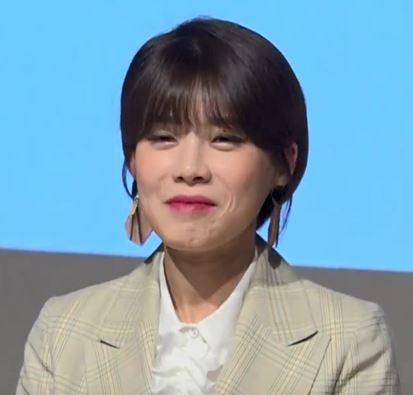
جانگ دو-یئون، بهترین مجری ورتی زن برنده

- برندگان ابتدا لیست شده و با حروف درشت برجسته می‌شوند.[۸]
  - نامزدها[۹][۱۰]

### فیلم
| جایزه بزرگ | بهترین فیلم |
| - لی جون ایک (کارگردان) – کتاب ماهی | - کلاس انگلیسی شرکت سامجین - حرکت به جلو - از شر شیطان نجاتمان ده - ندای سکوت - کتاب ماهی |
| بهترین کارگردان | بهترین کارگردان تازه‌کار |
| - هونگ ایویی جونگ – ندای سکوت - هونگ وون چان – از شر شیطان نجاتمان ده - لی جونگ پیل – کلاس انگلیسی شرکت سامجین - لی جون ایک – کتاب ماهی - یون دان بی – حرکت به جلو                                                                       | - یون دان بی – حرکت به جلو - پارک جی وان – روزی که مردم: پرونده حل نشده - لی چانگ هیون – تماس - لیم سان ئه – یک بانوی پیر - هونگ ایویی جونگ – ندای سکوت |
| بهترین بازیگر نقش اول مرد | بهترین بازیگر نقش اول زن |
| - یو آه این – ندای سکوت در نقش ته این - بیون یوهان – کتاب ماهی در نقش چانگ ده - سول کیونگ گو – کتاب ماهی در نقش جونگ یاک جون - لی جونگ جه – از شر شیطان نجاتمان ده در نقش رای - چو جین وونگ – من و خودم در نقش پارک هیونگ گو             | - جون جونگ سو – تماس در نقش اوه یونگ سوک - گو آ سانگ – کلاس انگلیسی شرکت سامجین در نقش لی جایونگ - کیم هه سو – روزی که مردم: پرونده حل نشده در نقش هیون سو - مون سو ری – داستان سه خواهر در نقش می یئون - یه سو جونگ – یک بانوی پیر در نقش شیم هیو جونگ           |
| بهترین بازیگر نقش فرعی مرد | بهترین بازیگر نقش فرعی زن |
| - پارک جونگ مین – از شر شیطان نجاتمان ده در نقش یویی - کو کیو هوان – شبه جزیره در نقش کاپیتان سئو - شین جونگ گون – باران فولادی ۲ در نقش جانگ کی سوک - یو جائه میونگ – ندای سکوت در نقش چانگ بوک - هو جون هو – بی گناهی در نقش شهردار چو | - کیم سان یونگ – داستان سه خواهر در نقش هه سوک - به جونگ اوک – بی گناهی در نقش چه هوا جا - لی ره – شبه جزیره در نقش جونی - اسوم – کلاس انگلیسی شرکت سامجین در نقش جونگ یونا - لی جونگ اون – روزی که مردم: پرونده حل نشده در نقش سان چون دوک                       |
| بهترین بازیگر تازه‌کار مرد | بهترین بازیگر تازه‌کار زن |
| - هونگ کیونگ – بی گناهی در نقش جانگ سو - کیم دویون – شبه جزیره در نقش چول مین - ریو سو یونگ – باران فولادی ۲ در نقش کاپیتان بک دو هو - پارک سونگ جون – حرکت به جلو در نقش دونگ جو - لی بونگ گون – پانسوری در نقش هاک گیو                 | - چوی جونگ وون – حرکت به جلو در نقش اوک جو - پارک سو یی – از شر شیطان نجاتمان ده در نقش یو مین - شین هه سان – بی گناهی در نقش آن جونگ این - جانگ یون جو – داستان سه خواهر در نقش می اوک - کریستال جانگ – بیشتر از خانواد در نقش تو ایل                            |
| بهترین فیلمنامه | جایزه فنی |
| - پارک جی وان – روزی که مردم: پرونده حل نشده - کیم سه کیوم – کتاب ماهی - یون دان بی – حرکت به جلو - لی جونگ پیل – کلاس انگلیسی شرکت سامجین - هونگ ایویی جونگ – ندای سکوت                                                                 | - جونگ سونگ جین، جونگ چول مین (وی‌اف‌ایکس) – رفتگرهای فضایی - لی اوی تائه (فیلمبرداری) – کتاب ماهی - لی جون هیونگ، چوی جائه چون، جونگ هوانگ سو (وی‌اف‌ایکس) – شبه جزیره - جانگ گون یانگ (هنر) – رفتگرهای فضایی - هونگ کیونگ پیو (فیلمبرداری) – از شر شیطان نجاتمان ده |

#### فیلم‌های زیر چندین جایزه دریافت کردند
| برنده | فیلم‌ها      |
| ----- | ----------- |
| ۲     | حرکت به جلو |
| ۲     | ندای سکوت   |

#### فیلم‌هایی با چندین نامزدی
فیلم‌های زیر چندین بار نامزدی دریافت جایزه شدند:
| نامزد | فیلم‌ها                       |
| ----- | ---------------------------- |
| ۶     | از شر شیطان نجاتمان ده       |
| ۶     | حرکت به جلو                  |
| ۶     | کتاب ماهی                    |
| ۶     | ندای سکوت                    |
| ۵     | کلاس انگلیسی شرکت سامجین     |
| ۴     | بی گناهی                     |
| ۴     | روزی که مردم: پرونده حل نشده |
| ۴     | شبه جزیره                    |
| ۳     | داستان سه خواهر              |
| ۲     | یک بانوی پیر                 |
| ۲     | تماس                         |
| ۲     | باران فولادی ۲               |
| ۲     | رفتگرهای فضایی               |

### تلویزیون
| جایزه بزرگ | |
| - یو جه سوک (مجری ورتی) - فراتر از شیطان (دراما) (جی‌تی‌بی‌سی) | |
| بهترین درام | بهترین کارگردان |
| - فراتر از شیطان (جی‌تی‌بی‌سی) - مشکلی نیست که خوب نباشی (تی‌وی‌ان) - گل اهریمنی (تی‌وی‌ان) - خانواده غریبه من (تی‌وی‌ان) - فوق برنامه (نتفلیکس) | - کیم چول کیو – گل اهریمنی - کون یونگ ایل – خانواده غریبه من - کیم هی وون – وینچنزو - پارک شین وو – مشکلی نیست که خوب نباشی - شیم نا یئون – فراتر از شیطان |
| بهترین برنامه سرگرمی | بهترین برنامه آموزشی |
| - چگونه بازی می‌کنید؟ (ام‌بی‌سی) - سه مورچه (کاکائو تی‌وی) - دوباره بخوان (جی‌تی‌بی‌سی) - مسابقه تو در بلوک (تی‌وی‌ان) - مرحله کی (اس‌بی‌اس) | - پروژه آرشیو - کره مدرن فصل ۲ (کی‌بی‌اس) - صادرات معماری - خانه ۳ (ای‌بی‌اس) - داستان دم گره خورده (اس‌بی‌اس) - کلاس کنجکاو (جی‌تی‌بی‌سی) - نبرد قرن: هوش مصنوعی در برابر انسان (اس‌بی‌اس) |
| بهترین بازیگر نقش اول مرد | بهترین بازیگر نقش اول زن |
| - شین‌ها کیون – فراتر از شیطان در نقش لی دونگ شیک - کیم سو هیون – مشکلی نیست که خوب نباشی در نقش مون گانگ ته - سونگ جونگ کی – وینچنزو در نقش وینچنزو کاسانو - اوم کی جونگ – پنت هاوس: جنگ در زندگی در نقش جو دان ته / مستر بک - لی جون کی – گل اهریمنی در نقش بک هی سانگ / دو هیون سو   | - کیم سو یون – پنت هاوس: جنگ در زندگی در نقش چان سوجین - کیم سو هیون – رودخانه‌ای که ماه از آن طلوع می‌کند در نقش پرنسس پیونگ گانگ / یوم گا جین / ملکه یئون - سو یه‌جی – مشکلی نیست که خوب نباشی در نقش کو مون یونگ - شین هه سان – آقای ملکه در نقش کیم سویونگ، ملکه چورین - آم جی وون – مرکز مراقبت پس از تولد در نقش اوه هیون جین |
| بهترین بازیگر نقش فرعی مرد | بهترین بازیگر نقش فرعی زن |
| - اوه جونگ سه – مشکلی نیست که خوب نباشی در نقش مون سانگ ته - کیم سون هو – استارت آپ در نقش هان جی پیونگ - کیم جی هون – گل اهریمنی در نقش بک هی سونگ - لی هی جون – موش در نقش گو مو چی - چوی ده هون – فراتر از شیطان در نقش پارک جونگ جه                                                | - یوم هه ران – شکارچیان شگفت‌انگیز در نقش چا مه اوک - پارک‌ها سان – مرکز مراقبت پس از تولد در نقش چو یون جونگ - شین اون کیونگ – پنت هاوس: جنگ در زندگی در نقش کانگ ماری - جانگ یونگ نام – مشکلی نیست که خوب نباشی در نقش پارک هونگ جا - چا چونگ هوا – آقای ملکه در نقش بانوی دربار چوی                                             |
| بهترین بازیگر تازه‌کار مرد | بهترین بازیگر تازه‌کار زن |
| - لی دو هیون – دوباره هجده سالگی در نقش هونگ ده یونگ (جوانی) / گو وو یونگ - کیم یونگ ده – پنت هاوس: جنگ در زندگی در نقش جو سوک هون - نا این وو – رودخانه‌ای که ماه از آن طلوع می‌کند در نقش اون دال - نام یونسو – فوق برنامه در نقش کوک کی ته - سونگ کانگ – خانه شیرین در نقش چا هیون سو | - پارک جو هیون – فوق برنامه در نقش به گیوری - کیم هیون سو – پنت هاوس: جنگ در زندگی در نقش به رونا - پارک گیو یونگ – خانه شیرین در نقش یون جیسو - لی جو یونگ – زمان‌ها در نقش سو جانگ این - چوی سانگ یون – فراتر از شیطان در نقش یو جه یی                                                                                          |
| بهترین مجری ورتی مرد | بهترین مجری ورتی زن |
| - لی سونگ گی – استاد در خانه، باستد!، دوباره بخوان، باهم - مون سه یون – ۲ روز و ۱ شب، بچه‌های خوشمزه - شین دونگ یوپ – آهنگ‌های جاودانه: آواز افسانه، پسر کوچولوی من - یو جه سوک – چگونه بازی می‌کنی؟، حس ششم - جو سه هو – مسابقه تو در بلوک                                               | - جانگ دو یئون – من تنها زندگی می‌کنم، اولین نفر نباش! - کیم سوک – کجاست خانه من، عشق ناگرز - سونگ یون آی – تنهایی خوب، کودک مشکل ساز در خانه - جه جائه – تنهایی خوب، کلاس معمایی دبیرستان دخترانه - هونگ هیون هی – دیدگاه تداخل آمیز دانشمند، بچه‌های طلایی من                                                                    |
| بهترین فیلمنامه | جایزه فنی |
| - کیم – فراتر از شیطان - کیم یون جونگ – خانواده غریبه من - یو جونگ هی – گل اهریمنی - جو یونگ – مشکلی نیست که خوب نباشی - ها میونگ هی – یادآور جوانی | - چو سانگ کیونگ (طراحی لباس) – مشکلی نیست که خوب نباشی - لی بیونگ جو (جلوه‌های بصری) – خانه شیرین - جانگ جونگ کیونگ (فیلمبرداری) – فراتر از شیطان - چوی جونگ یونگ (موسیقی) – مرحله کی - ام‌بی‌سی تیم طراحی مرکز وی‌اف‌ایکس (واقعیت مجازی) – وی‌آر مستند ملاقات مردم فصل ۲                                                              |

#### برنامه‌هایی با چندین برد
برنامه‌های تلویزیونی زیر چندین برد کسب کردند:
| برنده | برنامه‌های تلویزیونی     |
| ----- | ----------------------- |
| ۳     | فراتر از شیطان          |
| ۲     | مشکلی نیست که خوب نباشی |

#### برنامه‌هایی با چندین نامزدی
برنامه‌های تلویزیونی زیر چندین بار نامزد دریافت جایزه شدند:
| نامزد | برنامه‌های تلویزیونی               |
| ----- | --------------------------------- |
| ۸     | فراتر از شیطان                    |
| ۸     | مشکلی نیست که خوب نباشی           |
| ۵     | گل اهریمنی                        |
| ۵     | پنت هاوس: جنگ در زندگی            |
| ۳     | فوق برنامه                        |
| ۳     | خانواده غریبه من                  |
| ۳     | خانه شیرین                        |
| ۲     | مرکز مراقبت پس از تولد            |
| ۲     | چگونه بازی می‌کنید؟                |
| ۲     | آقای ملکه                         |
| ۲     | رودخانه‌ای که ماه از آن طلوع می‌کند |
| ۲     | مرحله کی                          |
| ۲     | مسابقه تو در بلوک                 |
| ۲     | وینچنزو                           |

### تئاتر
| اجرای بکسانگ | بهترین اجرای کوتاه |
| - ما جوک (نه) هستیم – شرکت تئاتر گوگدان - سرها با کلاه‌های هیروگلیف – شرکت تئاتر دونگ - داستان وانگ سئوگی – شرکت تئاتر به‌دا - یون هه سوک (کارگردان) – سرزمین خشک - لی یانگ گو (نویسنده) - پرده اجتناب ناپذیر، در جاده ای دیگر | - جونگ جین سائه (کارگردان و نویسنده) - منطقه کاوش اجتماعی یکپارچه آزمون مهارت آکادمیک دانشگاه ۲۰۲۱ - کو جو یونگ (برنامه‌ریزی) – تمرین درام ۳ تمرین نمایشنامه نویسی: مرگ با ماهی - کیم پونگ نیون (کارگردان و نویسنده) - زانویم را خراشیدم و زیر بغلم درد می‌کرد - من متأسف نیستم اگر به درد بخورد - شرکت تئاتر Dareunmomdeul - ۲۰۲۰ دختران مگالیا - شرکت تئاتر مدوسا |
| بهترین بازیگر مرد | بهترین بازیگر زن |
| - چوی سون جین – ما جوک (نه) هستیم - پارک وان کیو – پایان فاوست - آن بیونگ سوک – XXL Leotard Anna Sui Hand Mirror - لی سانگ هون – تراژدی ایکس                                                                                 | - لی بونگ ریون – هملت - کیم مون هی – سر با کلاه هیروگلیف - کیم جونگ یون – نقاش - جو کیونگ ران – ما جوک (نه) هستیم - چوی هی جین – نامه عاشقانه به استالین |

### جوایز ویژه
| جوایز                      | گیرنده     |
| -------------------------- | ---------- |
| جایزه محبوبیت تیک‌تاک (مرد) | کیم سون هو |
| جایزه محبوبیت تیک‌تاک (زن)  | سو یه‌جی    |

## مجریان و مجریان
افراد زیر که به ترتیب فهرست شده‌اند، جوایزی را اهدا کردند یا شماره‌های موسیقی را اجرا کردند.

### مجریان
| نام                           | نقش |
| ----------------------------- | --- |
| آن هیو سوپ و کیم دامی         | جوایز بهترین بازیگر تازه‌کار مرد – تلویزیون و بهترین بازیگر تازه‌کار زن – تلویزیون را اعطا کرد                         |
| پارک میونگ هون و کانگ مال گوم | جوایز بهترین بازیگر تازه‌کار مرد – فیلم، بهترین بازیگر تازه‌کار زن – فیلم و بهترین کارگردان تازه‌کار – فیلم را اعطا کرد |
| کیم جی سئوک و جونگ سومین      | جوایز فنی - تلویزیون و فنی - فیلم را اعطا کرد                                                                        |
| جونگ وو و اوه یئون سئو        | جوایز بهترین فیلمنامه – تلویزیون و بهترین فیلمنامه – فیلم را اعطا کرد                                                |
| کیم جی هیونگ                  | جایزه بهترین نمایشنامه کوتاه را اعطا کرد                                                                             |
| اوه جونگ سه و کیم سون یانگ    | جوایز بهترین بازیگر نقش فرعی مرد – تلویزیون و بهترین بازیگر نقش فرعی زن – تلویزیون را اعطا کرد                       |
| لی کوانگ سو و کیم سه بیوک     | جوایز بهترین بازیگر نقش فرعی مرد – فیلم و بهترین بازیگر نقش فرعی زن – فیلم را اعطا کرد                               |
| لی جون هو و لی سه یونگ        | جوایز بهترین برنامه سرگرمی و بهترین برنامه آموزشی را اعطا کرد                                                        |
| سئو این گوک و پارک بو یانگ    | جوایز بهترین کارگردان – تلویزیون و بهترین کارگردان – فیلم را اعطا کرد                                                |
| جونگ ایل وو و کوان یوری       | جوایز محبوبیت تیک‌تاک را برای محبوب‌ترین بازیگر مرد و محبوب‌ترین بازیگر زن اعطا کرد                                     |
| یو جه سوک و پارک ناره         | جوایز بهترین مجری ورتی مرد و بهترین مجری ورتی زن را اعطا کرد                                                         |
| بک سوک گوانگ و کیم جونگ       | جوایز بهترین بازیگر مرد – تئاتر و بهترین بازیگر زن – تئاتر را اعطا کرد                                               |
| کانگ هانول و کیم هی ئه        | جوایز بهترین بازیگر نقش اول مرد – تلویزیون و بهترین بازیگر نقش اول زن – تلویزیون را اعطا کرد                         |
| لی بیونگ هون و جیون دو یون    | جوایز بهترین بازیگر نقش اول مرد – فیلم و بهترین بازیگر نقش اول زن – فیلمرا اعطا کرد                                  |
| شین یو چونگ                   | جایزه اجرای بکسانگ را اعطا کرد                                                                                       |
| یو جائه میونگ و هان یه ری     | جوایز بهترین درام و بهترین فیلم را اعطا کرد                                                                          |
| گو هیون جونگ                  | جایزه بزرگ – تلویزیون را اعطا کرد                                                                                    |
| جونگ دو هونگ و بونگ جون هو    | جایزه بزرگ – فیلم را اعطا کرد                                                                                        |

| نام                     | نقش    | انجام                                    |
| ----------------------- | ------ | ---------------------------------------- |
| چوی باک هو و لی دو هیون | مجریان | "دو دست، به سوی تو (شاهکار. چوی باک هو)" |